# Juncewo (gromada)
Juncewo (od 31 XII 1961 Świątkowo) – dawna gromada, czyli najmniejsza jednostka podziału terytorialnego Polskiej Rzeczypospolitej Ludowej w latach 1954–1972.
Gromady, z gromadzkimi radami narodowymi (GRN) jako organami władzy najniższego stopnia na wsi, funkcjonowały od reformy reorganizującej administrację wiejską przeprowadzonej jesienią 1954 do momentu ich zniesienia z dniem 1 stycznia 1973, tym samym wypierając organizację gminną w latach 1954–1972.
Gromadę Juncewo z siedzibą GRN w Juncewie utworzono – jako jedną z 8759 gromad na obszarze Polski – w powiecie żnińskim w woj. bydgoskim, na mocy uchwały nr 24/19 WRN w Bydgoszczy z dnia 5 października 1954. W skład jednostki weszły obszary dotychczasowych gromad Chrzanowo, Juncewo i Świątkowo ze zniesionej gminy Janowiec w tymże powiecie. Dla gromady ustalono 19 członków gromadzkiej rady narodowej.
31 grudnia 1959 do gromady Juncewo włączono wieś Ustaszewo ze znoszonej gromady Słębowo w tymże powiecie.
31 grudnia 1961 do gromady Juncewo włączono wsie Kaczkowo, Kaczkówko i Uścikowo ze znoszonej gromady Żnin w tymże powiecie, po czym gromadę Juncewo zniesiono przez przeniesienie siedziby GRN z Juncewa do Świątkowa i zmianę nazwy jednostki na gromada Świątkowo.